# El Burgo de Osma
El Burgo de Osma es una localidad española del municipio de El Burgo de Osma-Ciudad de Osma, perteneciente a la provincia de Soria, en la comunidad autónoma de Castilla y León. La localidad, que llegó a obtener la categoría de villa, es la capital del municipio y de la diócesis de Osma-Soria.

## Historia
En el siglo XII, tras la expulsión de los musulmanes, Pedro de Bourges, más conocido como San Pedro de Osma, restaura la diócesis oxomense, Pedro de Bourges ocuparía la misma entre 1101 y 1109 y ordena la construcción de la primitiva catedral románica, sobre parte del solar donde con anterioridad estaba erigido el antiguo monasterio benedictino de San Miguel en la otra margen del río Ucero, frente a la cual se desarrollaba la ciudad de Osma.
En torno al nuevo templo y núcleo episcopal se fue desarrollando, en  una rápida transformación urbana un nuevo núcleo urbano en  detrimento de la Osma realenga; consiguiendo ser una entidad jurídica independiente de ella al constituirse en la villa de El Burgo de Osma por privilegio de Alfonso VIII. Una villa episcopal, cuyo desarrollo posterior estuvo íntimamente ligado a su catedral y a las influencias, actividades y poder de sus diferentes obispos.
Hacia mediados del siglo XIX, la villa tenía contabilizada una población de 1790 habitantes. Aparece descrita en el cuarto volumen del Diccionario geográfico-estadístico-histórico de España y sus posesiones de Ultramar de Pascual Madoz de la siguiente manera:

BURGO DE OSMA: v. con ayunt. en la prov. de Soria (11 leg.), adm. subalterna de rent. y loterias, cab. de su part. jud. y residencia del diocesano, aud. terr. y c. g. de Burgos (22), dióc. de Osma (1).

Situacion y clima. Colocada en un hondo rodeado de cerros por E., S. y O., sobre terreno húmedo y no muy ventilada, su clima es propenso á fiebres intermitentes.

Interior de la pobl. y sus afueras. Forman el casco de la v. 388 casas distribuidas en 24 calles, hallándose en la llamada real, los mejores edificios con espaciosos soportales, sostenidos por colunmas y postes de diferentes clases; 4 plazas tituladas, la ant. de los Cacharros, Rollo, y la Mayor en la que están las casas consistoriales y un magnífico hospital, cuyo establecimiento, capaz de sostener cómodamente mas de 40 enfermos
(...)

Término. Es tan limitado el del Burgo, que apenas escede de 1/4 de hora de E. á O., y de 1/2 hora de N. á S.; confina por N. y E. con los de Valdenarros, Barceval y Barcevalejo, y por S. y O. con el de Osma: dentro de él se encuentra el desp. de Carato.

Calidad y circunstancias del terreno. A pesar de su reducida estension, tiene trozos incultos que por su ínfima calidad solo sirven para pastos ó para estraer piedra de construccion; pero en cambio, su mayor parte es feracísimo, y de huerta, con dos montes, uno de roble y otro de fresno: lo atraviesan dos r., el Avion que ningun beneficio produce á la agricultura, y el Ucero, del que se toman dos copiosas acequias que cruzando por medio de la pobl., (la una por conducto cerrado), sirven para regar toda la vega y las muchas huertas muradas que en todas direcciones se encuentran; facilita el paso de este r. en el que desagua el primero, un hermoso puente de piedra con 4 arcos, sit. á corta dist. de la poblacion.

Caminos. Pasan por el centro de la v., el carretero que va desde Aranda y Castilla la Vieja, á Aragon, Soria y Navarra, los de herradura que dirigen á Burgos, Madrid, pinares de Soria y Sigüenza, y la cañada, paso de ganado merino, todos mal cuidados.

Correos. Para el despacho de la correspondencia, hay una estafeta dependiente de la adm. de Aranda, en la que se reciben cartas de las respectivas carreras seis dias a la semana, conducidas por baligeros que vuelven con las contestaciones igual número de veces.

Producciones. Trigo, cebada, centeno y avena, que no bastan para el consumo de los habitantes, vino, judias de superior calidad, lino, cáñamo, sabrosas frutas, patatas y toda clase de verduras y hortalizas entre las que sobresalen los cardos por su asombrosa magnitud y delicado gusto: se cria ganado lanar, cabrio, vacuno, mular y caballar destinado á la agricultura; y en los dos r. abunda la pesca de barbos, anguilas, cangrejos y esquisitas truchas hasta de 12 libras.

Industria. Arruinada en el hospicio por falta de fondos la fabricacion de paños y bayetas, que sostenia al mismo tiempo una porcion de familias, ha quedado reducida la ind. de esta v. á 4 molinos harineros, un batan, 20 telares de lienzos ordinarios de lino y cáñamo, 12 zapaterias, algo de elaboracion de cordeleria y alpargatas, 1 tinte, 6 pelaires, 1 teneria y 1 molino de chocolate.

Comercio. Constituye el principal tráfico de esta pobl., la venta de toda clase de cereales, la de carnes y la considerable de ganado de cerda, que se hace en el concurridísimo mercado que se celebra todos los sábados: acuden muchos arrieros que importan vino, aceite, bacalao y pescados frescos; y en la v. hay infinidad de tiendas de artículos de abaceria, paños, telas y quincalla.

Poblacion y riqueza. 396 vec., 1,790 alm. cap. me: 330,305 rs. y 24 mrs. El presupuesto municipal asciende á 37,553 rs. que se cubren con los productos de propios y arbitrios y el déficit por reparto entre los vecinos.
(Madoz, 1846, pp. 511-513)

En 1967 el municipio de Burgo de Osma desapareció, al fusionarse con los de Berzosa, Osma, Alcubilla del Marqués, Torralba del Burgo, Lodares de Osma, Vildé y Valdenarros para formar el nuevo término municipal de Burgo de Osma-ciudad de Osma. Desde 2023 pertenece a la asociación Los Pueblos Más Bonitos de España.

## Demografía
La localidad de El Burgo de Osma contaba a 1 de enero de 2020 con una población de 3542 habitantes, 1751 hombres y 1791 mujeres.
| Gráfica de evolución demográfica de El Burgo de Osma (localidad) entre 2000 y 2020               |
|                                                                                                  |
| Población de derecho (2000-2019) según los censos de población del INE a 1 de enero de cada año. |

## Patrimonio

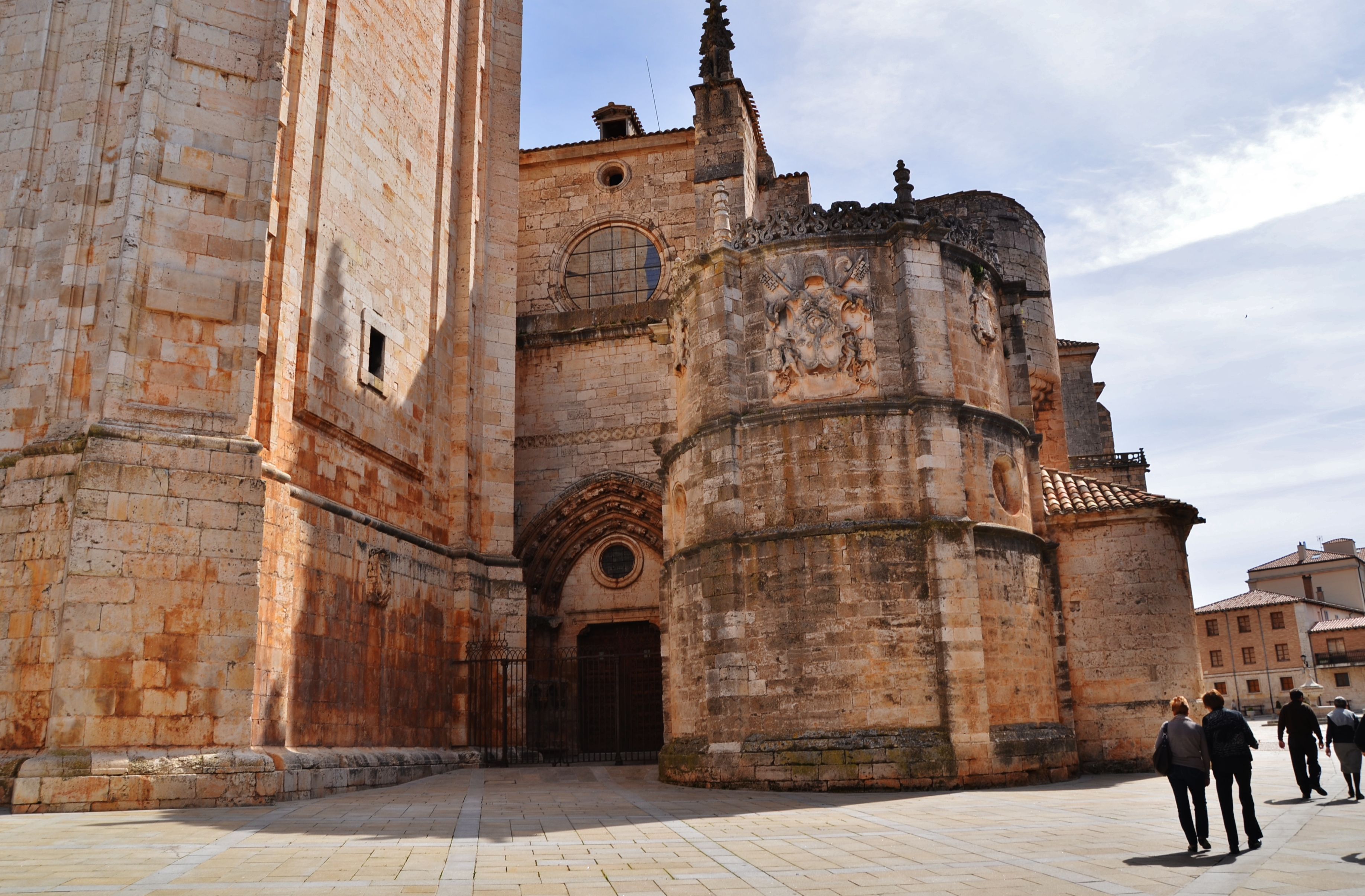
Catedral de El Burgo de Osma

En la localidad se encuentra la catedral de El Burgo de Osma, cuya construcción se inició en la primera mitad del siglo XIII.